# WBOZ
WBOZ ist ein US-Hörfunksender aus Nashville. Er sendet eine Mischung aus Christlicher Popmusik und einem Informationsprogramm. WBOZ gehört dem Reach Satellite Network.